# Карадайы, Ахмет
Ахмет Карадайы (тур. Ahmet Karadayı; 19 января 1996 года, Хёсден-Золдер) — бельгийский футболист турецкого происхождения, играющий на позиции полузащитника. Ныне выступает за турецкий клуб «Байбурт Озел Идаре».

## Клубная карьера
Родившийся в бельгийском городе Хёсден-Золдер Ахмет Карадайы начинал карьеру футболиста в любительском бельгийском клубе «Спортинг Хасселт». Летом 2016 года он перешёл в другой любительский бельгийский клуб «Гел».
В середине января 2018 года Ахмет Карадайы перешёл в команду турецкой Суперлиги «Карабюкспор». 16 марта того же года он дебютировал в главной турецкой лиге, выйдя на замену в конце домашнего поединка против «Османлыспора».